# Arabis sadina
Arabis sadina är en korsblommig växtart som först beskrevs av Gonçalo Antonio da Silva Ferreira Sampaio, och fick sitt nu gällande namn av Antonio Xavier Pereira Coutinho. Arabis sadina ingår i släktet travar, och familjen korsblommiga växter. IUCN kategoriserar arten globalt som otillräckligt studerad. Inga underarter finns listade i Catalogue of Life.